# 稲垣光隆
稲垣 光隆（いながき みつたか、1957年8月5日 - ）は、日本の財務官僚。財務省関税局長、国税庁長官、商工組合中央金庫代表取締役副社長、金融情報システムセンター理事長等を歴任。

## 人物・経歴
三重県生まれ。1976年3月 愛知県立旭丘高等学校卒業。1979年 旧司法試験合格。1980年 東京大学法学部第1類（私法コース）卒業、大蔵省に2番目で入省。大臣官房文書課に配属される。1983年7月 主計局総務課調査主任。1984年7月 主計局総務課企画係長。1985年7月 白河税務署長。1986年7月 日本開発銀行人事部所属副調査役。1988年7月 大蔵省国際金融局為替資金課長補佐（特別会計）。その後は大蔵省主計局主計官補佐（通商産業係主査）、主計局総務課長補佐（企画）、大蔵省主計局付（外務研修）、在アメリカ合衆国大使館参事官、財務省主税局調査課長、財務省主税局税制第三課長などを経て、2003年7月 財務省主計局主計官（農林水産係担当）。2004年7月2日 財務省主計局主計官（農林水産係担当）兼主計官（兼主計局総務課）。2004年8月6日 財務省主計局主計官（兼主計局総務課）。2006年7月28日 財務省主計局総務課長。2008年7月4日 東海財務局長兼財務総合政策研究所東海研修支所長。2009年7月14日 財務省主計局次長（次席）。2010年7月30日 財務省主計局次長（筆頭）。2011年 財務省会計センター所長兼財務総合政策研究所長。2012年8月17日 財務省関税局長。2013年4月 国税庁長官。2014年 三井住友信託銀行株式会社顧問。2015年 TMI総合法律事務所顧問。2016年 株式会社商工組合中央金庫代表取締役副社長。2018年 岩田合同法律事務所特別顧問、東京海上日動火災保険株式会社顧問。2019年 公益財団法人金融情報システムセンター理事長、弁護士登録。2023年 コナミグループ株式会社上席顧問に就任。

## その他
- 日本銀行出向や主計局総務課企画係で主任、係長、課長補佐、主計官、次長と長く予算編成の中枢に携わるなど入省時より有力な事務次官候補であったが[14]、結果的に国税庁長官で退官となった。
- 齋藤次郎は義父である。